# La Fille et le Garçon
Pour plus de détails, voir Fiche technique et Distribution.
La Fille et le Garçon (The Time, the Place and the Girl) est un film américain réalisé par David Butler, sorti en 1946.

## Fiche technique
- Titre original : The Time, the Place and the Girl
- Titre français : La Fille et le Garçon
- Réalisation : David Butler
- Scénario : Lynn Starling, Francis Swann, Agnes Christine Johnston et Leonard Lee
- Photographie : Arthur Edeson et William V. Skall
- Montage : Irene Morra
- Société de production : Warner Bros.
- Pays d'origine :  États-Unis
- Format : Couleurs - 1,35:1 - Mono
- Genre : Comédie et film musical
- Date de sortie : 1946

## Distribution
- Dennis Morgan : Steven Ross
- Jack Carson : Jeff Howard
- Janis Paige : Sue Jackson
- Martha Vickers : Victoria Cassel
- S.Z. Sakall : Ladislaus Cassel
- Alan Hale : John Braden
- Donald Woods : Martin Drew
- Florence Bates : Mme Lucia Cassel
- Lillian Yarbo (non créditée) : Jeanie